# Sułkowice (stad)
Sułkowice is een stad in het Poolse woiwodschap Klein-Polen, gelegen in de powiat Myślenicki. De oppervlakte bedraagt 16,46 km², het inwonertal 6288 (2005).

## Geboren
- Kazimierz Moskal (1967), voetballer en voetbalcoach